# Château de Montille
Le château de Montille est un château  du XVIIe siècle situé à Semur-en-Auxois (Côte-dOr) en Bourgogne-Franche-Comté.

## Localisation
Le château est situé sur le plateau dominant l'Armançon, à environ deux kilomètres au sud de Semur.

## Historique
En 1362 Guillaume de Clugny, bailli d'Auxois mentionne un procès pour pillage impliquant des membres de la garnison du château de Montille. Un inventaire du 10 juillet 1577 attribue la seigneurie à Guillemette de Senevoy qui dit ne pas savoir de qui elle la tient car "elle a toujours été tenue de père en fils". Le château se présente comme une maison seigneuriale avec fossés. En 1716 l'abbé Courtépée l’attribue à Lazare Bizouard, conseiller au parlement de Metz. Le château est rebâti au XIXe siècle par un nommé Viard[réf. souhaitée].

## Architecture
Le château de Montille est une demeure du XIXe siècle à rez-de-chaussée sous toit à comble brisé qui occupe le côté sud d'une plate-forme soutenue par des murs de terrasses au nord. Devant cette terrasse, une mare est le dernier vestige des fossés du XVIe siècle. À l'ouest du logis, une chapelle a été aménagée dans une tour ronde bâtie sur l'angle sud-ouest de la plate-forme[réf. souhaitée]. 
Les façades et toitures du château et du pigeonnier sont inscrites par arrêté du 3 août 1976.